# Hvaler
Gmina Hvaler (norw. Hvaler kommune) – norweska gmina leżąca w regionie Østfold. Jej siedzibą jest miasto Skjærhalden.
Hvaler jest 394. norweską gminą pod względem powierzchni.

## Demografia
Według danych z roku 2005 gminę zamieszkuje 3773 osób, gęstość zaludnienia wynosi 42,98 os./km². Pod względem zaludnienia Hvaler zajmuje 238. miejsce wśród norweskich gmin.
| ludność stan na 1 stycznia 2005 |         |           |       |
|                                 | kobiety | mężczyźni | razem |
| osób                            | 1895    | 1878      | 3773  |
| %                               | 50,23%  | 49,77%    | 100%  |

| wykształcenie stan na 1 października 2004 |            |         |        |          |
|                                           | podstawowe | średnie | wyższe | nieznane |
| osób                                      | 645        | 1825    | 574    | 44       |
| %                                         | 20,89%     | 59,1%   | 18,59% | 1,42%    |

## Edukacja
Według danych z 1 października 2004:
- liczba szkół podstawowych (norw. grunnskolar): 3
- liczba uczniów szkół podst.: 441

## Władze gminy
Według danych na rok 2011 administratorem gminy (norw. rådmann) jest Torleif Gjellebæk, natomiast burmistrzem (norw. ordfører, d. borgermester) jest Eivind Norman Borge.